# Harold Bauer
Harold Victor Bauer (* 28. April 1873 in Kingston upon Thames/England; † 12. März 1951 in Miami) war ein US-amerikanischer Pianist und Musikpädagoge englischer Herkunft.

## Leben
Bauer, der einen deutschen Vater und eine englische Mutter hatte, hatte ursprünglich eine Ausbildung als Geiger und trat mit diesem Instrument zum ersten Mal im Alter von zehn Jahren auf. In der Folge siedelte Bauer auf den Rat von Ignacy Paderewski nach Paris über, um dort ein Violinstudium bei Władysław Górski zu beginnen. Paderewski war es auch, der ihn bei seinem Wechsel zu einer Laufbahn als Pianist unterstützte.
Diese begann er 1895 mit zwei Konzerten in Berlin, wo er u. a. Beethovens Fünftes Klavierkonzert (The Emporer) spielte. 1899 unternahm er eine Tournee durch Skandinavien und die Niederlande und trat mit den Wiener Philharmonikern unter Leitung von Hans Richter auf. 1900 debütierte er in den USA als Solist des Boston Symphony Orchestra mit dem Ersten Klavierkonzert von Johannes Brahms. Er ließ sich 1914 in New York nieder und erhielt 1917 die amerikanische Staatsbürgerschaft.
Vom Beginn des 20. Jahrhunderts bis in die 1920er Jahre unternahm Bauer Tourneen durch Europa, Australien, Amerika, den Fernen und den Mittleren Osten, bei denen die Musik von Schumann, Brahms und Beethoven im Mittelpunkt stand. In Paris spielte er die Uraufführung von Claude Debussys Children’s Corner und des Stücks Ondine aus Maurice Ravels Gaspard de la nuit, das der Komponist ihm gewidmet hatte.
1919 gründete Bauer die Beethoven Association of New York, die Konzerte mit weniger bekannten Werken des Komponisten veranstaltete. In den 1920er Jahren wandte er sich verstärkt der Kammermusik zu und trat mit Musikern wie Pablo Casals, Jacques Thibaud, Mischa Elman, Eugène Ysaÿe, Ossip Gabrilowitsch und Fritz Kreisler auf. In den 1930er Jahren leitete er die Klavierabteilung der Manhattan School of Music, deren Beratergremium er bis zu seinem Tod angehörte. Unter anderem waren Paul Tietjens, Earle Voorhies und Elinor Remick Warren seine Schüler.
Mitte der 1920er Jahre spielte Bauer Aufnahmen beim Label Victor ein, darunter Frédéric Chopins Fantaisie-Impromptu, Walzer von August Durand und Eduard Schütt, Caprice sur les airs de ballet d’Alceste de Gluck von Camille Saint-Saëns, Beethovens Mondscheinsonate und Appassionata und Franz Liszts Konzertetüde Un sospiro. Weitere Aufnahmen entstanden später bei His Master’s Voice (u. a. Schumanns Fantasiestücke op. 12 und Klaviersonate Nr. 3 f-Moll).
Für den Musikverlag G. Schirmer, Inc. besorgte Bauer Ausgaben der Klaviermusik von Komponisten wie Bach Brahms, Chopin, Debussy, Mendelssohn, Mussorgski, Sibelius, Schubert und Schumann. Außerdem fertigte er Transkriptionen und Arrangements u. a. von Werken von Bach, Brahms und Haydn an. Seine Autobiographie His Book erschien 1948.